# San Giuseppe in via Trionfale
La diaconie cardinalice de San Giuseppe in via Trionfale est érigée par le pape Paul VI le 7 juin 1967 par la constitution apostolique Pulcherrima templa. Elle est rattachée à la basilique San Giuseppe al Trionfale qui se trouve dans le quartiere Trionfale à Rome.

## Titulaires
| - Egidio Vagnozzi (1967-1973), titre pro illa vice (1973-1980) - Giuseppe Casoria (1983-1993); titre pro illa vice (1993-2001) - Severino Poletto, titre pro hac vice (2001-2022) - Emil Paul Tscherrig (depuis 2023) |